# Yolanda Hadid
Yolanda Hadid, née van den Herik le 11 janvier 1964 à Papendrecht (Pays-Bas), est une mannequin, décoratrice d'intérieur et une personnalité médiatique néerlando-américaine, principalement connue pour avoir participé à l'émission de télé-réalité Les Real Housewives de Beverly Hills.

## Biographie

### Jeunesse
Yolanda van den Herik naît le 11 janvier 1964 et grandit à Papendrecht aux Pays-Bas, dans une famille chrétienne. Elle a un frère. Lorsqu'elle a sept ans, son père meurt dans un accident de voiture, et sa mère, Ans van den Herik (1941-2019) se retrouve seule pour élever ses deux enfants.

### Carrière
En 2011, elle participe aux deux saisons de l'émission de téléréalité Nederlandse Hollywood Vrouwen mettant en scène un groupe de hollandaises vivant à Hollywood.
En 2012, elle rejoint la distribution de l'émission Les Real Housewives de Beverly Hills. Cette télé-réalité met en scène la vie d'un groupe de femmes au foyer fortunées résidant à Beverly Hills. Elle participera à quatre saisons avant de quitter l'émission.
En 2014, elle apparaît dans le clip GUY de la chanteuse Lady Gaga avec ses partenaires de l'émission Real Housewives. La même année, elle est invitée dans l'émission Les Real Housewives de New York avec Brandi Glanville à l'occasion d'un déjeuner avec Kristen et Carole, deux femmes au foyer new-yorkaises.
En 2018, elle est à la tête du docu-réalité Objectif mannequin avec Yolanda Hadid (Making a Model en version originale). Cette émission met en compétition des jeunes mannequins, accompagnées de leur mère, dans l'objectif de remporter un contrat avec une célèbre agence de mannequinat.

### Vie privée

#### Famille
Elle se marie une première fois avec le promoteur immobilier arabe palestinien Mohamed Hadid (en) en 1994, et divorce en 2000. Ensemble ils ont trois enfants : deux filles, Jelena Hadid et Isabella Hadid, qui sont toutes deux mannequins pour IMG Models ; et un fils, Anwar Hadid.
Elle se marie une seconde fois avec le compositeur et producteur canadien David Foster en 2011, ils divorcent en 2017,,.

#### Santé
En 2012, Yolanda est diagnostiquée d'une maladie de Lyme chronique, entité médicale controversée dont elle parle à plusieurs reprises dans les épisodes de Les Real Housewives de Beverly Hills. En décembre de la même année, elle déclare qu'elle a un cathéter à chambre implanté dans son bras pour aider à traiter cette affection. En avril 2013, elle fait retirer ce cathéter. En janvier 2015, elle affirme qu'en raison de sa maladie, elle « avait perdu la capacité de lire, d'écrire ou même de regarder la télévision ». En 2017, le livre de ses mémoires Believe Me: My Battle with the Invisible Disability of Lyme Disease est publié. En octobre 2019, Hadid signale que sa maladie était en rémission.

## Filmographie
- 1991 : 1st & Ten (saison 7, épisode 15) : Betty Ann
- 2011-2012 : Nederlandse Hollywood Vrouwen (série régulière) : elle-même
- 2012–2016 : Les Real Housewives de Beverly Hills (série régulière, saisons 3-6.): elle-même
- 2013 : Vanderpump Rules (saison 2, épisode 1) : elle-même
- 2014 : Les Real Housewives de New York (saison 6, épisode 6): elle-même
- 2017 : Projet haute couture (3 épisodes) : elle-même
- 2018 : Making a Model with Yolanda Hadid (8 épisodes): elle-même

## Clip
- 2014 : Apparition dans le clip de Lady Gaga : GUY.